# Viện Vật lý (Việt Nam)
Viện Vật lý (tên tiếng Anh: Institute of Physics - IOP) là một viện nghiên cứu trực thuộc Viện Khoa học và Công nghệ Việt Nam, có trụ sở chính tại số 10, Đào Tấn, Hà Nội, Việt Nam, hoạt động trong lĩnh vực nghiên cứu cơ bản và ứng dụng các phương pháp vật lý vào khoa học, công nghệ và các ngành kinh tế kỹ thuật ở Việt Nam.

## Tổ chức
Về mặt tổ chức, đứng đầu viện là ban lãnh đạo, làm việc trực tiếp với phòng quản lý tổng hợp, hội đồng khoa học và với 8 trung tâm: trung tâm Vật lý lý thuyết, trung tâm Vật lý hạt nhân, trung tâm Vật lý tính toán, trung tâm Vật lý kỹ thuật, trung tâm ứng dụng công nghệ vũ trụ, trung tâm Điện tử học lượng tử, trung tâm vật lý và công nghệ môi trường và phân viên tại Thành phố Hồ Chí Minh.
- Trung tâm Vật lý lý thuyết được thành lập năm 1982 trên cơ sở Phòng Vật lý lý thuyết của Viện Vật lý, Viện Khoa học Việt Nam. Trung tâm vật lý lý thuyết có các phòng như phòng vật lý năng lượng cao, phòng lý thuyết chất rắn, phòng mô hình hóa và vật lý tính toán, đồng thời trung tâm này quản lý thư viện của viện.
- Trung tâm Vật lý tính toán được thành lập tháng 10/2009 trên cơ sở Phòng Mô hình hóa và Vật lý tính toán của Viện Vật lý. Nhiệm vụ chính của Trung tâm là tiến hành những nghiên cứu chuyên sâu trong lĩnh vực Vật lý tính toán và đào tạo đội ngũ nghiên cứu trẻ. Các hướng nghiên cứu chính gồm Vật lý nano và Vật lý sinh học.
- Trung tâm Vật lý Hạt nhân được thành lập năm 1987, trực thuộc Viện Khoa học Việt Nam trên cơ sở Phòng Vật lý Hạt nhân, Viện Vật lý theo Quyết định của Viện trưởng Viện Khoa học Việt Nam. Trung tâm Vật lý Hạt nhân hoạt động như một đơn vị nghiên cứu độc lập cho đến năm 1992 sau đó chuyển thành một đơn vị trực thuộc Viện Vật lý như hiện nay. Trung tâm vật lý hạt nhân gồm phòng vật lý hạt nhân, phòng các phương pháp và kỹ thuật hạt nhân, phòng kỹ thuật gia tốc và phòng điện tử hạt nhân và kỹ thuật số.
- Trung tâm ứng dụng công nghệ vũ trụ gồm phòng kỹ thuật viễn thám và phòng viễn thám ứng dụng.
- Trung tâm Điện tử học lượng tử của Viện Vật lý được thành lập ngày 18 tháng 12 năm 1997 trên cơ sở nhân lực là các cán bộ khoa học chủ chốt của Phòng Quang học Viện Vật lý. Sau hơn 10 năm phát triển, Trung tâm Điện tử học lượng đã trở thành Trung tâm Khoa học công nghệ mạnh tại Việt Nam về Vật lý Điện tử lượng tử. Trung tâm điện tử học lượng tử có phòng thí nghiệm quang tử học, phòng quang phổ học laser, phòng vật lý-y sinh học, phòng vật lý điện tử và công nghệ viễn thông, nhóm vật liệu điện và điện tử.
- Trung tâm Công nghệ môi trường được thành lập năm 1998 trực thuộc Viện Vật lý và Điện tử, Viện Khoa học và Công nghệ Việt Nam. Trung tâm tiến hành các nghiên cứu về công nghệ môi trường, thu ảnh vệ tinh để dự đoán các thông tin môi trường và phát triển ứng dụng công nghệ trong lĩnh vực vật lý môi trường. Trung tâm vật lý và công nghệ môi trường có phòng công nghệ môi trường và trạm thu ảnh vệ tinh.
- Ngoài các trung tâm chính, viện Vật lý và Điện tử còn có các phòng ban nhỏ như phòng tự động hóa, xưởng quang điện tử, phòng đào tạo sau đại học, trung tâm vật lý kỹ thuật, phòng máy tính, trung tâm chuyển giao công nghệ Việt Nam-Ukraina và dự án đào tạo Việt Nam-Canada.

## Hoạt động
Viện Vật lý có các hoạt động trải rộng, tương ứng với các đơn vị thành viên.
Viện tham gia khảo sát tự nhiên và môi trường, đo đạc bản đồ, trên cơ sở ứng dụng công nghệ viễn thám, ảnh vệ tinh và quang phổ laser. Số liệu về môi trường được xử lý với các mô phỏng trên máy tính.
Viện cũng ứng dụng vật lý y sinh học vào việc chế tạo thiết bị y tế.
Viện cũng tư vấn, đào tạo và chuyển giao một số công nghệ khác.
Viện cũng tham gia tổ chức nhiều hội thảo khoa học, lớp học, và xuất bản ấn phẩm khoa học.

## Lịch sử
- Viện Vật lý được thành lập theo Quyết định số 25/CP ngày 05 tháng 2 năm 1969 của Hội đồng Chính phủ về việc thành lập Viện Vật lý thuộc Ủy ban Khoa học và kỹ thuật Nhà nước (sau này Viện Vật lý trực thuộc Viện Khoa học Việt Nam)
- Căn cứ Nghị định 24/CP ngày 22/5/1993 của Chính phủ về việc thành lập Trung tâm Khoa học Tự nhiên và Công nghệ Quốc gia (trên cơ sở Viện Khoa học Việt Nam cũ), Viện Vật lý trực thuộc Viện Khoa học Việt Nam đổi thành Viện Vật lý trực thuộc Trung tâm Khoa học Tự nhiên và Công nghệ Quốc gia. Cũng vào thời gian này, Viện Vật lý được chia thành Viện Vật lý và Viện Khoa học Vật liệu.
- Căn cứ Nghị định 27/2004/NĐ-CP ngày 16/01/2004 của Chính phủ về việc quy định chức năng, nhiệm vụ, quyền hạn và cơ cấu tổ chức của Viện Khoa học và Công nghệ Việt Nam (đổi tên Trung tâm Khoa học Tự nhiên và Công nghệ Quốc gia thành Viện Khoa học và Công nghệ Việt Nam), Viện Vật lý trực thuộc Trung tâm Khoa học Tự nhiên và Công nghệ Quốc gia đổi tên thành Viện Vật lý và Điện tử trực thuộc Viện Khoa học và Công nghệ Việt Nam.
- Căn cứ Nghị định số 62/2008/NĐ-CP ngày 12 tháng 5 năm 2008 của Chính phủ quy định chức năng, nhiệm vụ, quyền hạn và cơ cấu tổ chức của Viện Khoa học và Công nghệ Việt Nam. Viện Vật lý và Điện tử đổi tên thành Viện Vật lý trực thuộc Viện Khoa học và Công nghệ Việt Nam.
- Căn cứ Nghị định số 108/2012/NĐ-CP ngày 25 tháng 12 năm 2012 của Chính phủ quy định chức năng, nhiệm vụ, quyền hạn và cơ cấu tổ chức của Viện Hàn lâm Khoa học và Công nghệ Việt Nam, Viện Vật lý trực thuộc Viện Khoa học và Công nghệ Việt Nam đổi thành Viện Vật lý trực thuộc Viện Hàn lâm Khoa học và Công nghệ Việt Nam.

## Các nhà lãnh đạo
Nhiệm kỳ 2014-2017:
- Viện trưởng: GS.TS. Lê Hồng Khiêm
- Phó Viện trưởng: PGS.TS. Nguyễn Thanh Bình
- Phó Viện trưởng: PGS.TS. Trịnh Xuân Hoàng
- Phó Viện trưởng: PGS.TS. Đinh Văn Trung
- Phó Viện trưởng: PGS.TS. Vũ Tiến Lâm

## TÌM HIỂU THÊM TẠI
- Trang chủ của viện Lưu trữ ngày 9 tháng 10 năm 2006 tại Wayback Machine